# Pilidiostigma sessile
Pilidiostigma sessile là một loài thực vật có hoa trong Họ Đào kim nương. Loài này được N.Snow mô tả khoa học đầu tiên năm 2004.